# Ингушетия (малый ракетный корабль)
«Ингушетия» — малый ракетный корабль проекта 21631 «Буян-М», восьмой корабль серии. В составе Черноморского флота ВМФ России.

## Название
Корабль назван в честь Республики Ингушетия.

## История строительства

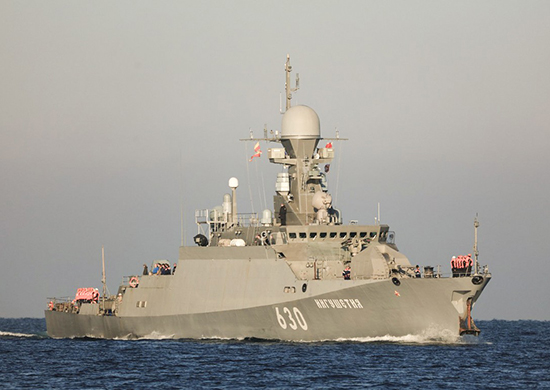
Малый ракетный корабль «Ингушетия»

Корабль был заложен 29 августа 2014 года на Зеленодольском заводе имени А. М. Горького. В церемонии закладки приняли участие главнокомандующий Военно-морским флотом России, адмирал Виктор Чирков, глава Республики Ингушетия Юнус-Бек Евкуров, премьер-министр Республики Татарстан Ильдар Халиков, командующий Черноморским флотом адмирал Александр Витко, генеральный директор ОАО «Зеленодольский завод имени А. М. Горького» — Ренат Мистахов и другие.
Срок сдачи «Ингушетии» был изначально назначен на осень 2018 года, однако из-за работы над завершением строительства МРК «Вышний Волочёк» и «Орехово-Зуево», сместился на лето 2019 года.
11 июня 2019 года «Ингушетия» была спущена на воду.
Государственные испытания проходил в акватории Чёрного моря. 
Подъём Андреевского флага и включение корабля в состав Черноморского флота запланированы были на конец декабря 2019 года.  
Принят флотом 28 декабря 2019 года.

## Командир корабля
Капитан 2 ранга Александр Ермоленко (2019 — н. в.)

## Экипаж
Экипаж проходил обучение в Санкт-Петербурге с февраля по май 2019 года. В будущем планируется составлять команду из жителей Ингушетии, глава республики Юнус-Бек Евкуров в апреле 2019 года объявил о наборе призывников, желающих служить на данном МРК.